# 사자꼬리마카크
사자꼬리마카크 또는 사자꼬리원숭이(Macaca silenus)는 원주지가 인도 서부의 웨스턴 가츠 주인 구세계원숭이의 일종이다. 몸길이 45.7~61cm, 몸무게 3~10kg이다. 꼬리모양이 사자꼬리와 같아서 "사자꼬리마카크"라고 불린다. 현지에서는 "완데루"라고 하며 얼굴 둘레에 긴 털이 있는 아저씨 라는 뜻이다. 인도에 많이 분포한다. 천적으로는 호랑이, 표범, 인도비단뱀 등이 있다.

## 같이 보기
- 히말라야원숭이
- 구세계원숭이